# Англо-австроунгарско споразумение (1878)
Англо-австроунгарското споразумение (1878) е част от дипломатическата подготовка на Берлинския конгрес.
Англо-австроунгарското споразумение е постигнато на 25 май / 6 юни 1877 г. Съгласува позициите на Великобритания и Австро-Унгария по време на Берлинския конгрес. Отразява настъпателната антируска и антибългарска позиция на двете страни. Постигната е единна политическа линия за разпокъсване територията на Българската държава, определена от Санстефанския договор между Русия и Османската империя.
Споразумението предвижда създаване на Княжество България като трибутарна държава ограничена между р. Дунав и Стара планина. Земите южно от планината се организират по начин, който осигурява неделима политическа и военна власт на Високата порта. Великобритания обещава подкрепа за претенциите на Австро-Унгария към Босна и Херцеговина.